# متيم أصفر الطوق
المُتَيَّم أصفر الطوق أو المُتَيَّم المقنع أو ببغاء الحب المقنع (الاسم العلمي: Agapornis personatus)، هو نوع من الطيور يتبع جنس المتيم ضمن فصيلة ببغاوات العالم القديم من رتبة الببغاوات. يستوطن شمال تنزانيا وشرقها.

## الوصف
يبلغ طوله نحو 14.5 سم. يتوشح وجهه باللون الأسود وله باقات بيصاء حول عيناه، في جهة الصدر يكون لونه أصفر وفي الجزء السفلي يكون اللون أخضر.

## معرض صور

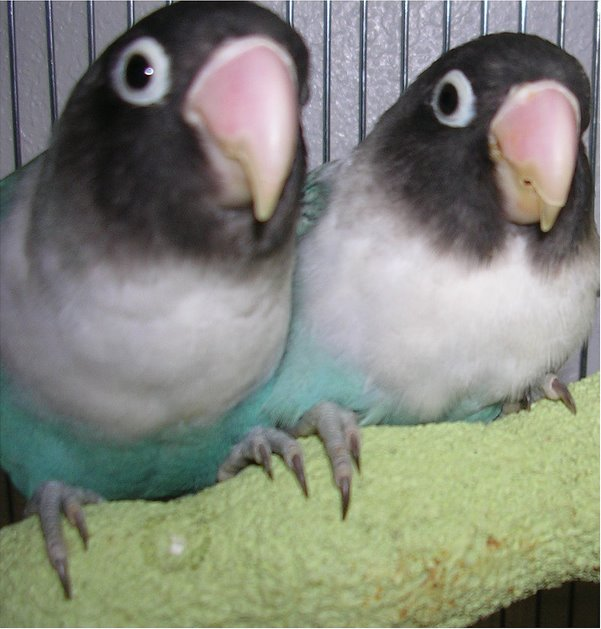
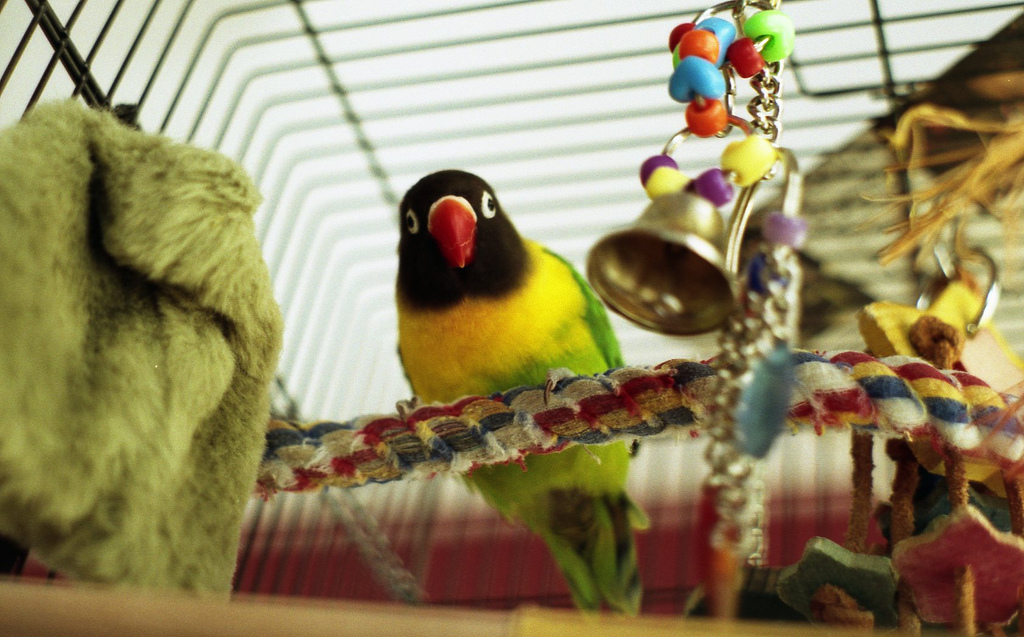
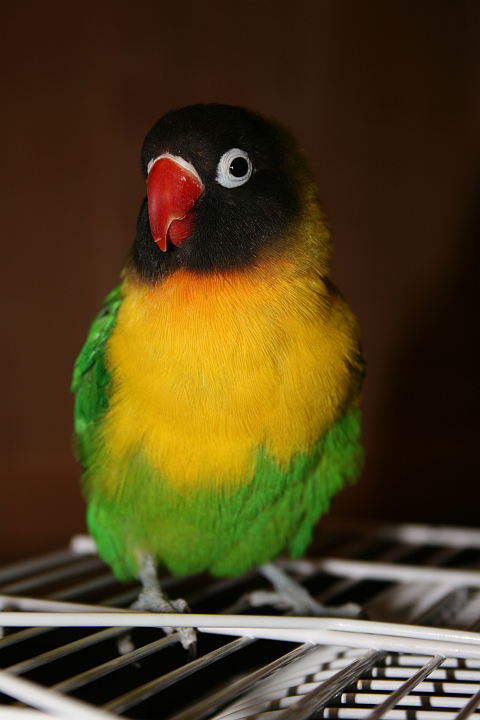
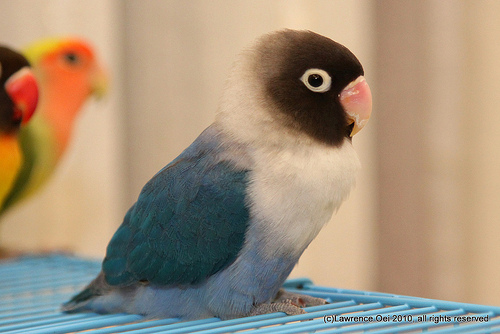
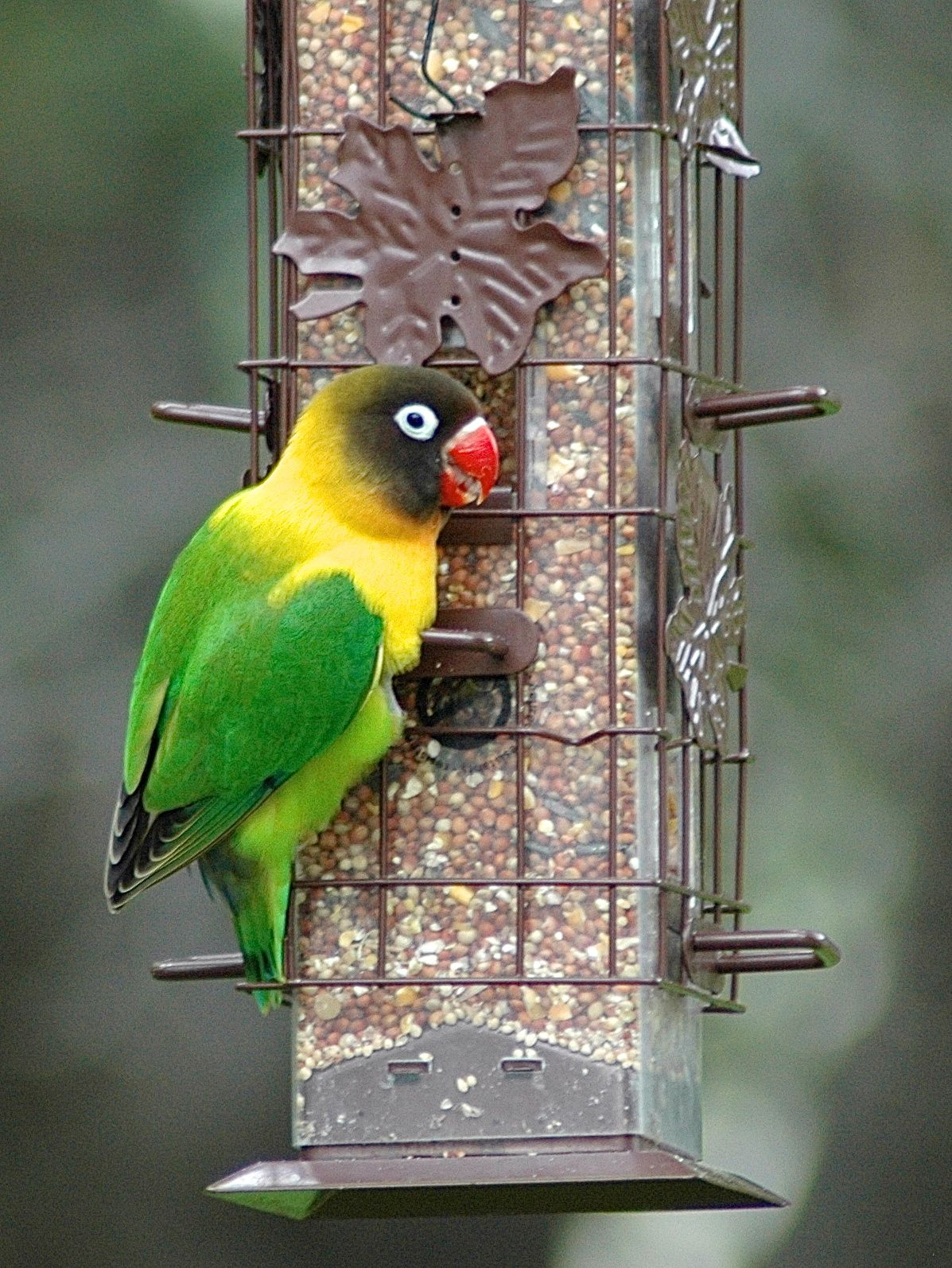